# فريد أبو مصلح
فريد إبراهيم أبو مصلح (1895 - 24 فبراير 1986) (بالإنجليزية: Fred I. Massey)‏ عسكري وصحفي ومترجم أمريكي - لبناني. ولد في عين كسور بلبنان في عائلة درزية وسافر سنة 1910 إلى الولايات المتحدة، والتحق بالجيش الأمريكي، وفي نهايتها عاد إلى لبنان، والتحق بخدمة الملك فيصل في سوريا، ثم عاد لأمريكا. راسل جريدة الأخبار المصرية وتولى الكتابة في جريدة البيان المهجرية قرابة أربعين سنة. وترجم عن الإنجليزية والفرنسية كتباً عن الدروز وألّف عن تاريخهم وحياتهم.

## سيرته
ولد فريد بن إبراهيم أبو مصلح في عين كسور وفيها نشأ، وتعلم في كفرمتى وسافر سنة 1910 إلى الولايات المتحدة والتحق بالجيش الأميركي وخاض الحرب العالمية الأولى سنة 1914 وفي نهايتها عاد إلى لبنان سنة 1919 والتحق بخدمة الملك فيصل في سوريا وراسل جريدة الأخبار المصرية فكان يتعقب الأحداث التي تجري في‌ سوريا قبل اندلاع الثورة السورية الكبرى بقيادة سلطان باشا الأطرش وفي أثنائها وبعدها، واستمر ذلك نحو خمس سنوات سافر بعدها ثانية إلى الولايات المتحدة‌ الأميركية وعين موظفاً في مصلحة البريد وبقي يجاهد بقلمه في‌ سبيل القضايا الوطنية فتولى الكتابة في جريدة البيان المهجرية باللغتين العربية والإنجليزية قرابة أربعين سنة، وكان في المرحلة الأخيرة من حياته يكتب في مجلة الميثاق في عيبه. زار لبنان في سنة‌ 1972 لمدة شهرين ثم عاد إلى المهجر.

إلى جانب النشاط الأدبي والوطني في حقل الصحافة ترجم عن الإنجليزية والفرنسية كتباً عن قضايا الدروز وتاريخهم وحياتهم وألف لهم أيضا. 
توفي في الولايات المتحدة الأميركية في 24 شباط 1986 وله من العمر إحدى وتسعون سنة.

## آثاره
- ترجم كتاب الدروز للكبيتان بورون الذي سبق أن ترجم قسما منه عادل تقي الدين، وقد زاد عليه فريد أبو مصلح شروحاً وتعليقات.
- تقويم الأود والسير في الجدد، وهو مجموعة مقالات يرد بها على فيليب حتي.
- ترجم كتاب مذهب الموحدين الدروز لعبد الله نجار إلى اللغة الإنجليزية.

و له مراسلات كثيرة مع شكيب أرسلان تتعلق بشتى قضايا الدروز السياسية والتاريخية والدينية. ألف كتابا عن الدروز باللغة الإنجليزية يعد من الكتب النادرة.